# Юзеф Мяновський
Юзеф Мяновський (пол. Józef Mianowski 1804-1878) — польський клініцист, ректор Варшавської Головної школи, професор.

## Біографія
Народився 1804 року в місті Сміла. Походив зі шляхетського роду. Був сином Ігнатія, мав братів Миколая (нар. 1793) і Шимона (нар. бл. 1793). У 1817—1822 роках навчався в повітовій школі отців василіян в Умані.
Був з 1824 р. ад'юнктом клініки і займав кафедру фізіології в Віленському університеті. З нагоди тимчасового закриття Університету Мяновський був переведений в Петербург, потім відправлений на казенний рахунок за кордон і після повернення звідти призначений ординарним професором фізіології у Віленській академії, а в 1842 переведений на ту ж кафедру в Санкт-Петербурзьку медико-хірургічну академію. Тут він читав також лекції з жіночих і дитячих хвороб, завідував акушерською та дитячою клініками, і з 1844 був директором Александрінського-Маріїнського притулку. З 1863 р. займав пост ректора Варшавської Головної школи до її перетворено в Університет.
Під час січневого повстання 1863 в Польщі Мяновський вжив заходи щодо захисту студентів Варшавської Головної школи від репресій царських властей, навмисно занижуючи ступінь їх участі у повстанні. Багато учасників, які брали участь в боях, фігурували в сфабрикованих ним списках студентів, що відвідували Школу в цей період.
В 1881 р. випускники Головної школи, на згадку про ректора, створили «Касу допомоги науці ім. Доктора медичних наук Юзефа Мяновського», яка стала найбільшою польською організацією підтримки наукових досліджень і наукових видавництв XIX століття. Каса функціонувала до 1952 р.
20 травня 1991 року каса ім. Юзефа Мяновського була знову відтворена, як «Фонд сприяння розвитку науки».